# 広島国際大学
広島国際大学（ひろしまこくさいだいがく、英語: Hiroshima International University）は、広島県東広島市黒瀬学園台555-36に本部を置く日本の私立大学。1922年創立、1998年大学設置。大学の略称は広国（ひろこく）。

## 概要
当大学は本部機能を持つ東広島キャンパスの他に、呉キャンパスを有し、2023年度時点で6学部11学科、4研究科9専攻、1専攻科という、中国・四国地方有数の規模を持つ、医療系を中心とした総合大学である。
教育の理念は、「本学における教育は、命の尊厳と豊かな人間性を基本理念とする。この理念に基づき、新しい時代が求める専門的な知識と技術の修得を進めるとともに、健康、医療、福祉の分野において活躍しうる職業人を育成する。」となっており、これに基づいた教育・研究活動を行っている。
国家資格取得に力を入れており、1年次から導入される少人数制教育を中心に、豊かな人間性を醸成する共通教育と共に、国家試験合格を視野に入れたカリキュラムが組まれている。また、診療放射線学科の医療用リニアックのように、高等教育機関では珍しい実践的な設備が多く導入されており、現場に即した学びを体験することができる。2007年度の薬剤師国家試験では、第一期卒業生の合格率が94.2%となり、全国第1位となったことが話題を呼んだ。その他にも、診療放射線技師や臨床工学技士、臨床検査技師、理学療法士、看護師などの国家試験合格率において、例年高水準を維持している。
医療従事者養成の歴史は長く、中四国地方の医療機関を中心に多くの卒業生が働いている。また、京都大学大学院や大阪大学大学院、広島大学大学院など、国立大学大学院へ進学する学生もいる。
東広島キャンパスに878室、呉キャンパスに692室の学生寮を保有しており、全国各地から学生が進学している。学校法人常翔学園（大阪市）の設置校であることから、大阪からの進学も多い。

## 沿革

### 年表
- 1922年 - 関西工学専修学校を開校
- 1926年 - 財団法人関西工学を設立
- 1947年 - 財団法人関西工学を財団法人摂南学園と改称
- 1949年 - 財団法人摂南学園を財団法人大阪工業大学と改称
- 1951年 - 財団法人大阪工業大学を学校法人大阪工業大学に改組
- 1987年 - 学校法人大阪工業大学を学校法人大阪工大摂南大学と改称
- 1998年 - 広島国際大学を開学。医療福祉学部（医療経営学科、医療福祉学科）、保健医療学部（看護学科、診療放射線学科、臨床工学科）を東広島キャンパスに設置
- 2001年 - 人間環境学部（臨床心理学科、言語・コミュニケーション学科、感性情報学科）を東広島キャンパスに設置
- 2002年 - 呉キャンパスを開設、社会環境科学部（建築創造学科、住環境デザイン学科、情報通信学科）を設置
- 2003年 - 保健医療学部の看護学科を看護学部（看護学科）に改組。看護学研究科（看護学専攻）、総合人間科学研究科（臨床心理学専攻、医療経営学専攻、医療工学専攻）を設置
- 2004年 - 薬学部（薬学科）を呉キャンパスに設置。看護学部（看護学科）を呉キャンパスに移設、総合人間科学研究科に医療福祉学専攻を増設
- 2005年 - 黒瀬町と東広島市との合併を契機に黒瀬キャンパスを東広島キャンパスに変更。総合人間科学研究科に医療工学専攻博士課程を設置。国際教育センターを広島キャンパスに改称
- 2006年 - 保健医療学部に理学療法学科を設置。人間環境学部を心理科学部（臨床心理学科、感性デザイン学科、コミュニケーション学科）に改組。薬学部（薬学科）を6年制に移行。社会環境科学研究科（建築・環境学専攻、情報通信学専攻）を呉キャンパスに設置。広島キャンパスに国際交流センターを設置
- 2007年 - 社会環境科学部を工学部（建築学科、住環境デザイン学科、情報通信学科、機械ロボティクス学科）に改組。総合人間科学研究科にコミュニケーション学専攻修士課程を増設。総合人間科学研究科の臨床心理学専攻（博士前期課程）を募集停止し、実践臨床心理学専攻専門職学位課程を設置
- 2008年 - 学校法人大阪工大摂南大学を学校法人常翔学園と改称。総合人間科学研究科に感性デザイン学専攻修士課程を増設
- 2009年 - 大学院総合人間科学研究科を医療・福祉科学研究科と心理科学研究科に改組。社会環境科学研究科を工学研究科に改称
- 2011年 - 保健医療学部（理学療法学科）を保健医療学部（総合リハビリテーション学科）に改組。医療福祉学部（医療経営学科）を医療経営学部医療経営学科に改組。心理科学部のコミュニケーション学科をコミュニケーション心理学科に改組。心理科学部の感性デザイン学科、工学部の建築学科、機械ロボティクス学科の学生募集停止。助産学専攻科を設置
- 2012年 - 看護学研究科（看護学専攻）を博士課程に課程変更。薬学研究科（医療薬学専攻）を設置
- 2013年 - 保健医療学部の総合リハビリテーション学科を総合リハビリテーション学部（リハビリテーション学科、リハビリテーション支援学科）に改組。保健医療学部の臨床工学科を医療技術学科に改組。工学部の情報通信学科、住環境デザイン学科の学生募集停止
- 2014年 - 医療栄養学部（医療栄養学科）を呉キャンパスに設置
- 2015年 - 心理科学部（臨床心理学科、コミュニケーション心理学科）を心理学部心理学科に改組。
- 2019年 - 心理科学研究科コミュニケーション学専攻の学生募集を停止
- 2020年 - 健康スポーツ学部に健康スポーツ学科を増設
- 2024年 - 健康科学部社会学科を開設。地域創生学専攻と社会福祉学専攻の2専攻制となる。就学は、地域創生学専攻は呉キャンパス、社会福祉学専攻は東広島キャンパスを予定している。なお、既存の医療福祉学科は、募集を停止する。

## 基礎データ

### 所在地
- 東広島キャンパス（広島県東広島市）
- 呉キャンパス（広島県呉市）

## 教育および研究

### 組織

#### 学部
2024年4月〜
- 健康科学部
  - 社会学科
    - 地域創生学専攻
    - 社会福祉学専攻

2020年4月〜
- 保健医療学部
  - 診療放射線学科
  - 医療技術学科
    - 臨床工学専攻
    - 臨床検査学専攻（50名）

  - 救急救命学科
- 総合リハビリテーション学部
  - リハビリテーション学科
    - 理学療法学専攻
    - 作業療法学専攻
    - 言語聴覚療法学専攻
    - 義肢装具学専攻
- 健康スポーツ学部
  - 健康スポーツ学科
- 健康科学部　
  - 心理学科
  - 医療栄養学科
  - 医療経営学科
  - 医療福祉学科
- 看護学部
  - 看護学科
- 薬学部
  - 薬学科（6年制）

〜2020年3月
- 保健医療学部
  - 診療放射線学科
  - 医療技術学科
    - 臨床工学専攻
    - 臨床検査学専攻
    - 救急救命学専攻
- 総合リハビリテーション学部
  - リハビリテーション学科
    - 理学療法学専攻
    - 作業療法学専攻
    - 言語聴覚療学専攻

  - リハビリテーション支援学科
    - 義肢装具学専攻
    - リハビリテーション工学専攻
- 医療福祉学部
  - 医療福祉学科
    - 保育学専攻
    - 医療福祉学専攻
    - 介護福祉学専攻
- 医療経営学部
  - 医療経営学科
- 看護学部
  - 看護学科
- 心理学部
  - 心理学科
- 薬学部
  - 薬学科（6年制）
- 医療栄養学部
  - 医療栄養学科

#### 大学院
- 医療・福祉科学研究科
  - 医療工学専攻（博士前期課程・博士後期課程）
  - 医療福祉学専攻（修士課程）
  - 医療経営学専攻（修士課程）
- 心理科学研究科
  - コミュニケーション学専攻（修士課程）
  - 感性デザイン学専攻（修士課程）
  - 臨床心理学専攻（博士後期課程）
  - 実践臨床心理学専攻（専門職学位課程）
- 工学研究科（修士課程）
  - 建築・環境学専攻（修士課程）
  - 情報通信学専攻（修士課程）
- 看護学研究科
  - 看護学専攻（博士前期課程・博士後期課程）
- 薬学研究科
  - 医療薬学専攻（博士課程）

#### 専攻科
- 助産学専攻科

## 施設

### キャンパス
東広島キャンパス
- 〒739-2695 広島県東広島市黒瀬学園台555-36、北緯34度18分48.1秒 東経132度41分12.6秒

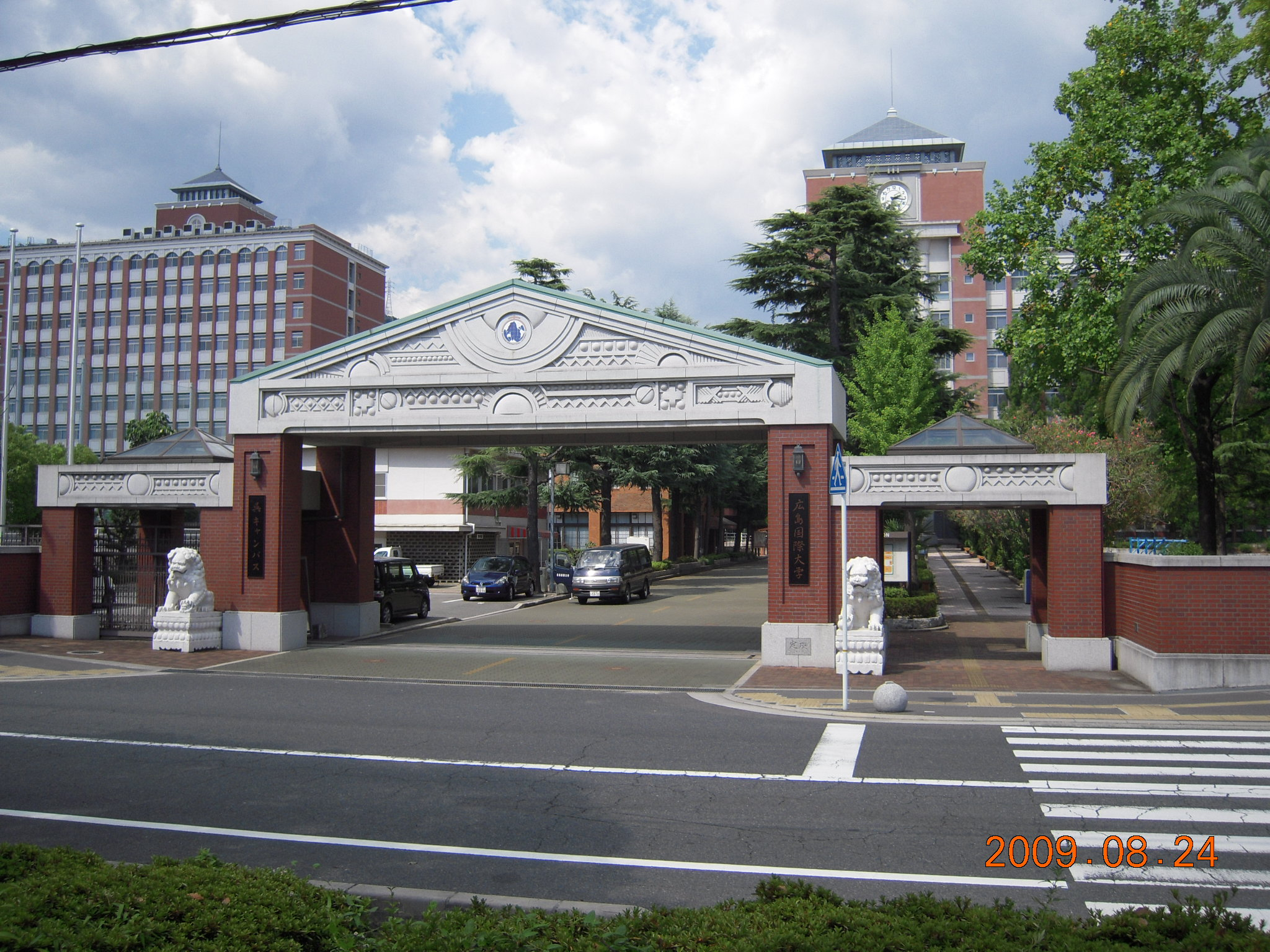
呉キャンパス
- 〒737-0112広島県呉市広古新開5-1-1、北緯34度14分12.7秒 東経132度37分0.7秒
- ※各キャンパスの交通アクセスについては、公式サイトを参照すること。

## アクセス

### 東広島キャンパス
- 「広島国際大学」バス停下車[1]
  - 西条線（JRバス中国[2]）：西条駅（JR山陽本線） - （西条農高前経由 / 広島大学経由 / 山陽新幹線 東広島駅経由） - 中黒瀬方面 - 広島国際大学
  - 西条線 呉発着便（JRバス中国）：西条駅・中黒瀬方面 - 広島国際大学 - 広市民センター・呉駅方面
  - 11-2 郷原黒瀬線（広電バス[3]）：広島国際大学 - 広市民センター・呉駅方面

### 呉キャンパス
- JR呉線 新広駅下車、徒歩約7分[4]
  - 広島・呉方面 - 新広駅 - 広・竹原方面
- 広電バス・JRバス中国「広市民センター」バス停下車、徒歩約7分[4]

## 対外関係

### 他大学との協定・提携
- 広島大学
- 近畿大学工学部
- エリザベト音楽大学
- 比治山大学
- ノースカロライナ大学（アメリカ）
- ベルビュー大学（アメリカ）
- マーサー大学（アメリカ）
- テネシー大学（アメリカ）
- オックスフォード・ブルックス大学（イギリス）
- ホーチミン医科薬科大学（ベトナム）
- スウィンバーン工科大学（オーストラリア）
- 大田大学校（韓国）
- 首都医科大学リハビリテーション医学院（中国）
- 蘇州科技大学（中国）
- 蘇州大学（中国）
- 山東大学（中国）
- 揚州大学（中国）

## その他
- 広島キャンパスに設置されている実践臨床心理学専攻は、西日本の私立大学で初の心理系専門職大学院である。
- 似た名称の広島国際学院大学（旧校名：広島電機大学、広島市安芸区）があったが2023年に廃止された。